# Lyman Tremain

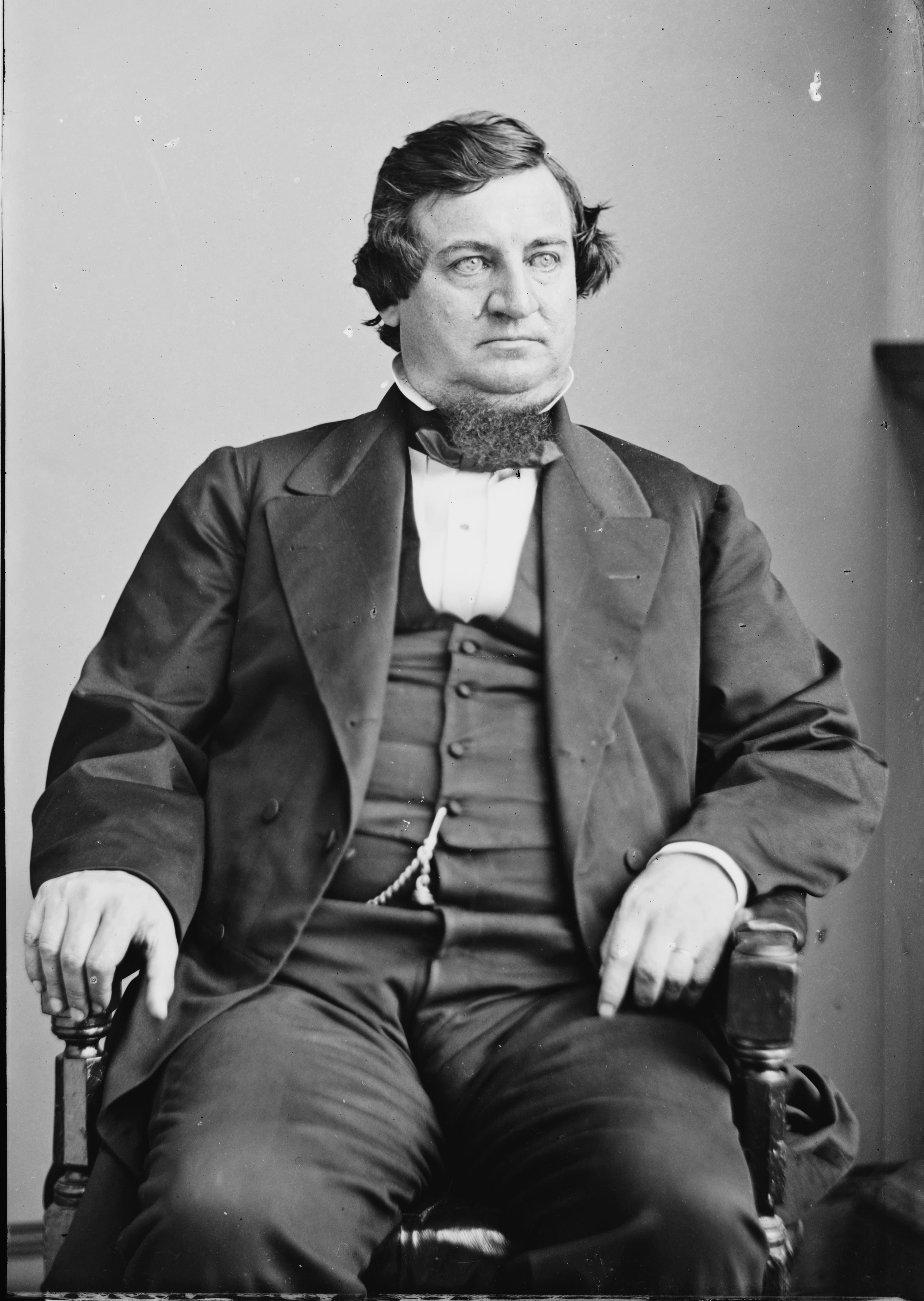
Lyman Tremain

Lyman Tremain (* 14. Juni 1819 in Durham, Greene County, New York; † 30. November 1878 in New York City) war ein US-amerikanischer Politiker. Zwischen 1873 und 1875 vertrat er den Bundesstaat New York im US-Repräsentantenhaus.

## Werdegang
Lyman Tremain besuchte die öffentlichen Schulen seiner Heimat und die Kinderhook Academy. Nach einem anschließenden Jurastudium und seiner 1840 erfolgten Zulassung als Rechtsanwalt begann er in Durham in diesem Beruf zu arbeiten. Im Jahr 1842 wurde er dort zum Ortsvorsteher (Supervisor) gewählt; 1844 wurde er dort Bezirksstaatsanwalt. Von 1846 bis 1851 amtierte er als Bezirksrichter. Ab 1853 war er in Albany ansässig, wo er als Anwalt praktizierte. In den Jahren 1858 und 1859 übte er als Nachfolger von Stephen B. Cushing das Amt des Attorney General im Staat New York aus. Damals gehörte er der Demokratischen Partei an. Anschließend wechselte er zu den Republikanern. Im Jahr 1862 kandidierte er erfolglos für das Amt des Vizegouverneurs seines Staates. Zwischen 1866 und 1868 gehörte er der New York State Assembly an, deren Präsident er im Jahr 1867 war.
Bei den Kongresswahlen des Jahres 1872 wurde Tremain als Republikaner im 33. Wahlbezirk von New York, der staatsweit gefasst war, in das US-Repräsentantenhaus in Washington, D.C. gewählt, wo er am 4. März 1873 sein neues Mandat antrat. Da er im Jahr 1874 auf eine weitere Kandidatur verzichtete, konnte er bis zum 3. März 1875 nur eine Legislaturperiode im Kongress absolvieren. Nach seiner Zeit im US-Repräsentantenhaus war Lyman Tremain als Rechtsanwalt in Albany tätig. Er starb am 30. November 1878 während eines Besuchs in New York City und wurde in Albany beigesetzt.